# 盧淑儀 (香港)
盧淑儀（英語：Emily Lo Suk Yi，1973年11月16日—），1992年香港小姐冠軍。香港歌手李克勤的太太。

## 簡歷
盧淑儀原籍廣東四會，就讀香港九龍塘又一村的德雅小學及德雅中學。預科畢業後到嘉諾撒聖心商學書院修讀商業課程。1992年參選香港小姐競選，獲得冠軍、最上鏡小姐和二十週年金輝大獎，她之後參加國際華裔小姐獲得亞軍。盧淑儀當選港姐後不久就與歌手李克勤相戀，其後為支持李克勤的事業而退出娛樂圈。因為熱愛高爾夫球而當上高爾夫球教練。
李克勤於2006年初十大勁歌金曲頒獎典禮上宣布二人婚訊，兩人於2006年11月28日在尖沙咀香港洲際酒店設宴結婚，由譚詠麟及陳百祥擔任婚禮「領導人」，劉德華任伴郎，盧淑儀之胞妹擔任伴娘。梁榮忠、劉偉恆和錢國偉擔任兄弟團，鍾麗淇和蔡少芬擔任姊妹團。兩人婚紗照在英國拍攝，包括曼聯奧脫福球场等，機票和酒店費用由商人陳國強贊助。
李克勤在音樂專輯《My Cup of Tea》發表會上承認盧淑儀懷孕。2007年，兩人首名兒子在養和醫院出生，2009年12月，李克勤宣布盧淑儀再度懷孕，2010年次子同在養和醫院出生。

## 參與演出

#### 綜藝節目
- 1992年 《電視風雲廿五載》（與胡楓合作主持）
- 1992年 《寰宇風情》（第163-165集 太平洋之旅－昆士蘭 與陳啓泰合作主持）
- 1993年 《新舊歡如夢》（與楚原合作主持）

#### 音樂特輯
- 1992年 《黎明音樂特輯之一夜傾情》
- 1993年 《李克勤音樂特輯之驀然回首》

#### 電視電影
- 1993年 《拳聖》飾　鄧楚喬